# Musée de Sam Tung Uk
Le musée de Sam Tung Uk (三棟屋博物館, Sam Tung Uk Museum) est situé à Hong Kong dans le village fortifié hakka de Sam Tung Uk (« habitation à trois poutres ») depuis 1986. Son entrée est gratuite.

## Histoire
Le village est construit par le clan (en) Chan (陳) originaire du Fujian sous la direction du patriarche du clan, Chan Yam-shing, en 1786 durant la dynastie Qing. Le clan Chan avait émigré à Hong Kong pour s'engager dans l'agriculture.
Les bâtiments sont déblayés en avril 1980 et classés monument déclaré en mars 1981. Le gouvernement de Hong Kong finance leur restauration et leur conversion en musée entre 1986 et 1987. Les travaux de restauration remportent d'ailleurs le prix du patrimoine du Pacifique de l'association touristique d'Asie-Pacifique (Pacific Asia Tourist Association) en 1990.

## Le musée
L'entrée, les salles de réunion et des ancêtres, ainsi que douze des maisons d'origine du village sont conservées. D'autres salles sont modifiées pour accueillir une réception, une salle d'orientation, une salle d'exposition, un bureau de musée et un amphithéâtre. Les outils agricoles et les objets du quotidien de la vie du village hakka sont exposés en permanence. La salle d'exposition principale à l'extrémité du complexe de bâtiments change ses affichages environ tous les six mois. La documentation du processus de restauration est exposée dans la salle d'orientation.
Le musée Sam Tung Uk est ouvert de 9h00 à 17h00 tous les jours de l'année sauf le mardi, à Noël, à l'après-Noël, au Nouvel An, et les trois premiers jours du Nouvel An lunaire. L'entrée est gratuite.

## Accès
- Par le métro : Station de Tsuen Wan (en) du métro de Hong Kong.
- Par le bus : Kowloon Motor Bus (en) 40, 43X, 48X, 49X, 52M, 57M, 58M, 59A, 60, 63M, 66, 67M, 68A, 69M,73X, 278P, A31, et Citybus 905R.

## Galerie

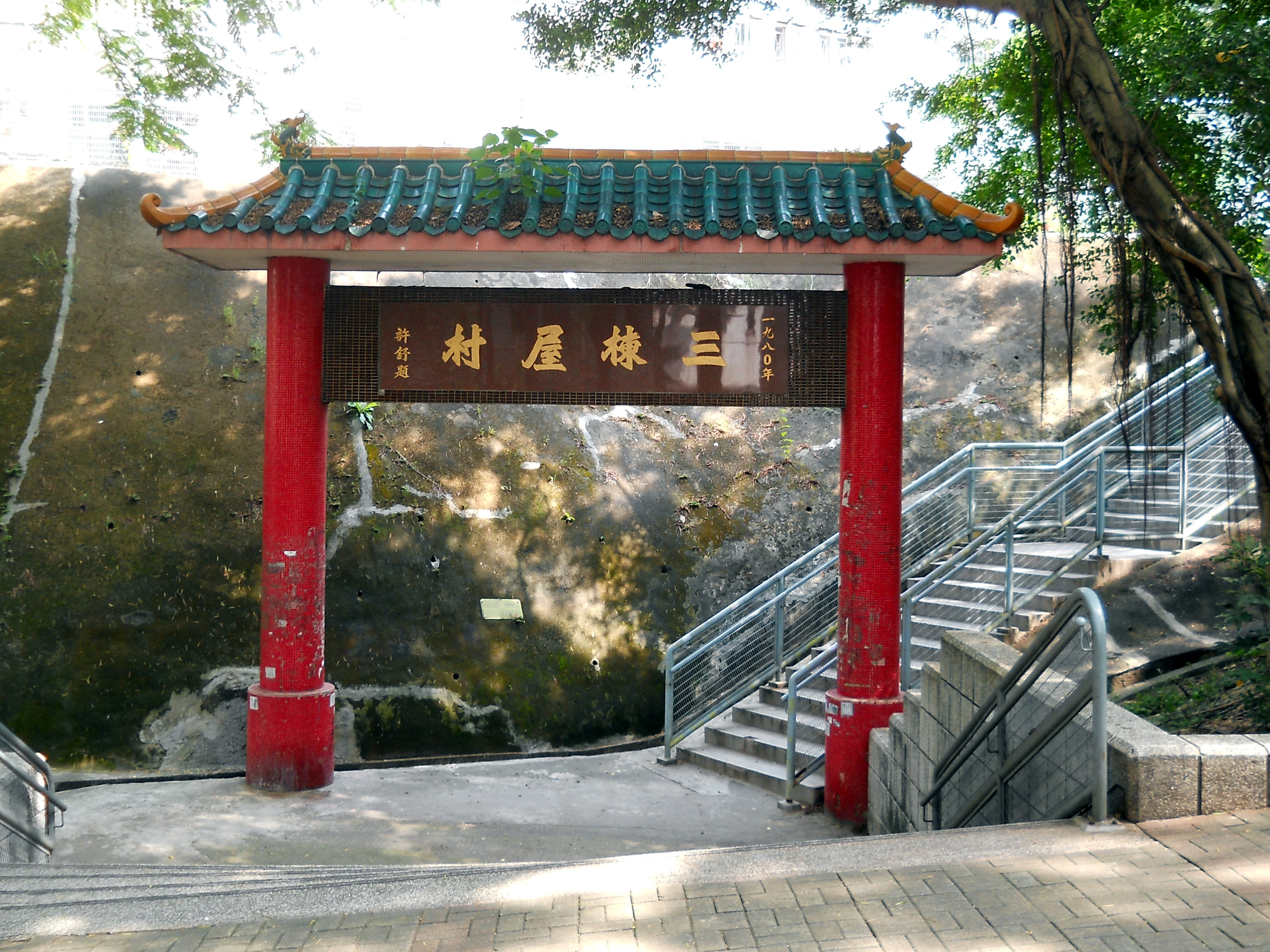
Porte du village restauré de Sam Tung Uk.
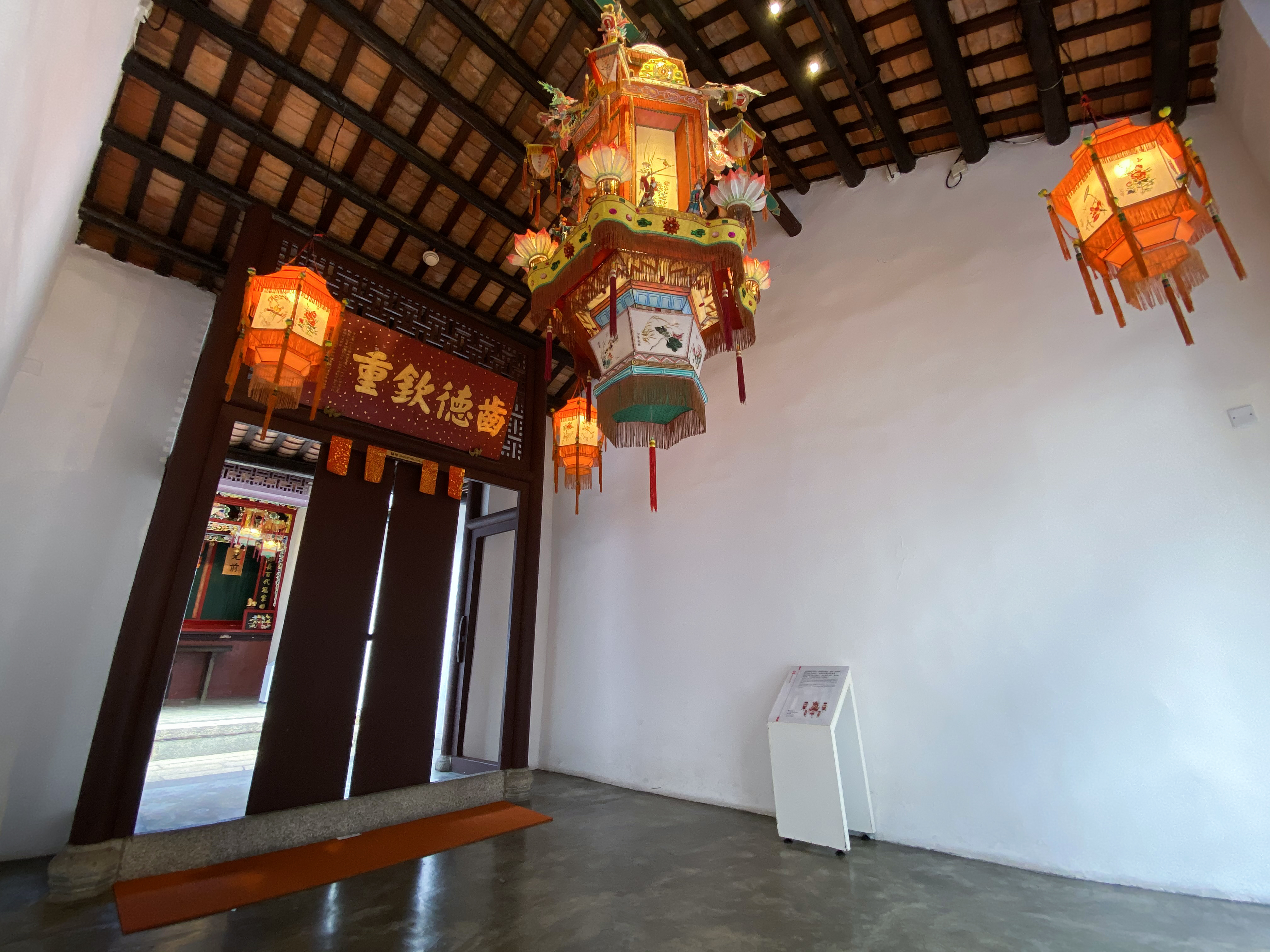
Atrium.
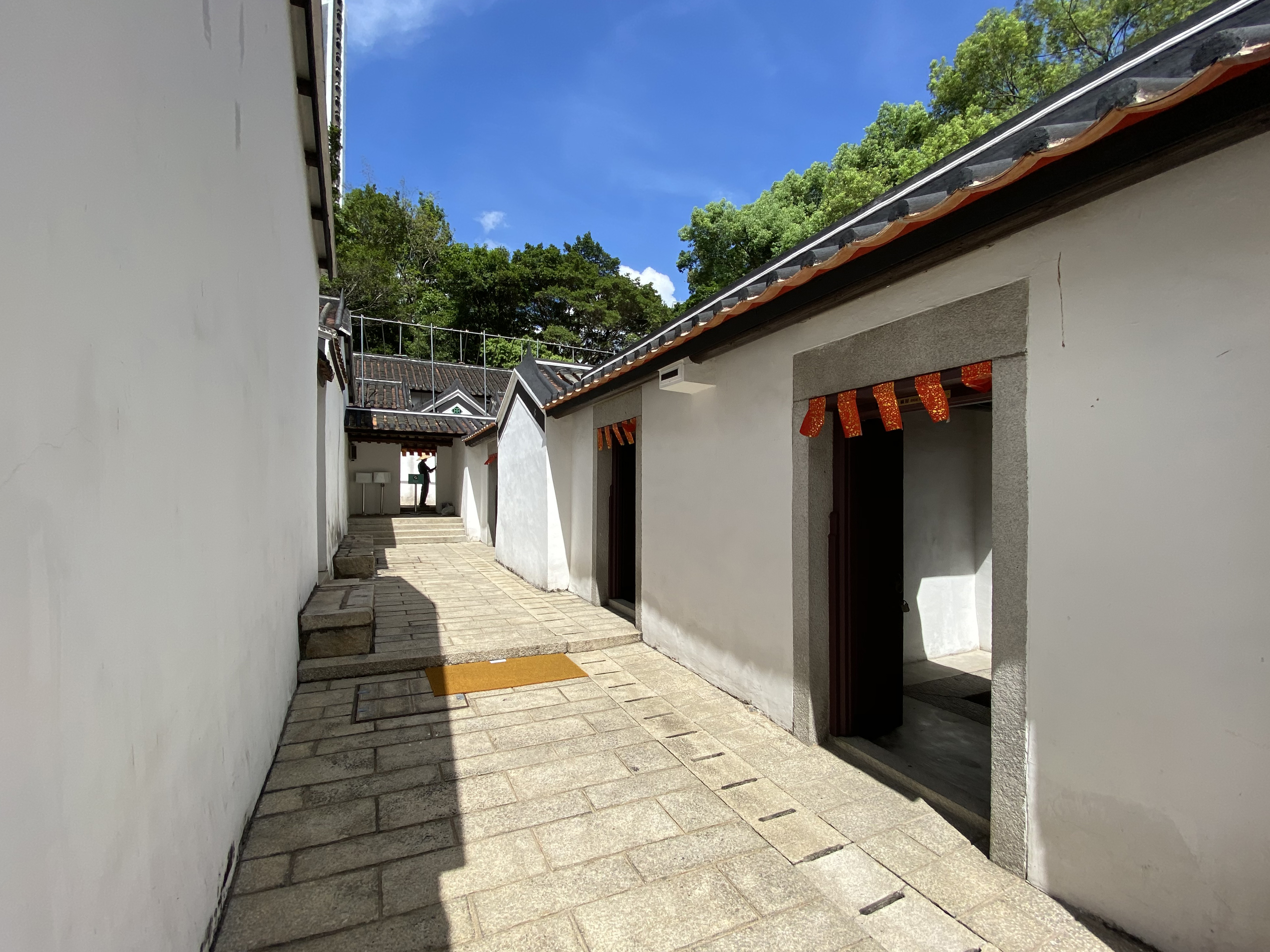
Allée de gauche.
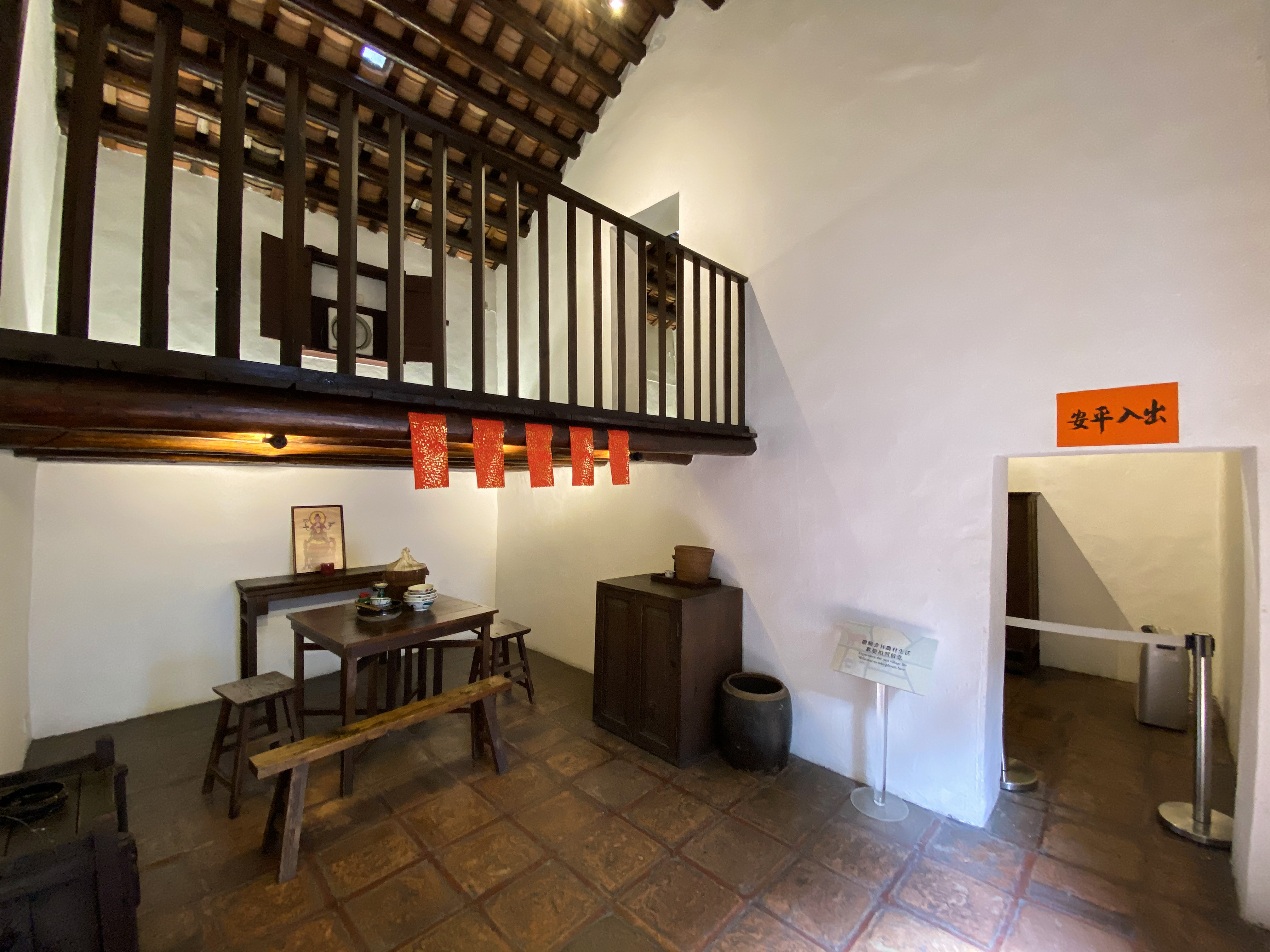
Intérieur de l'ancienne résidence Sanfang.
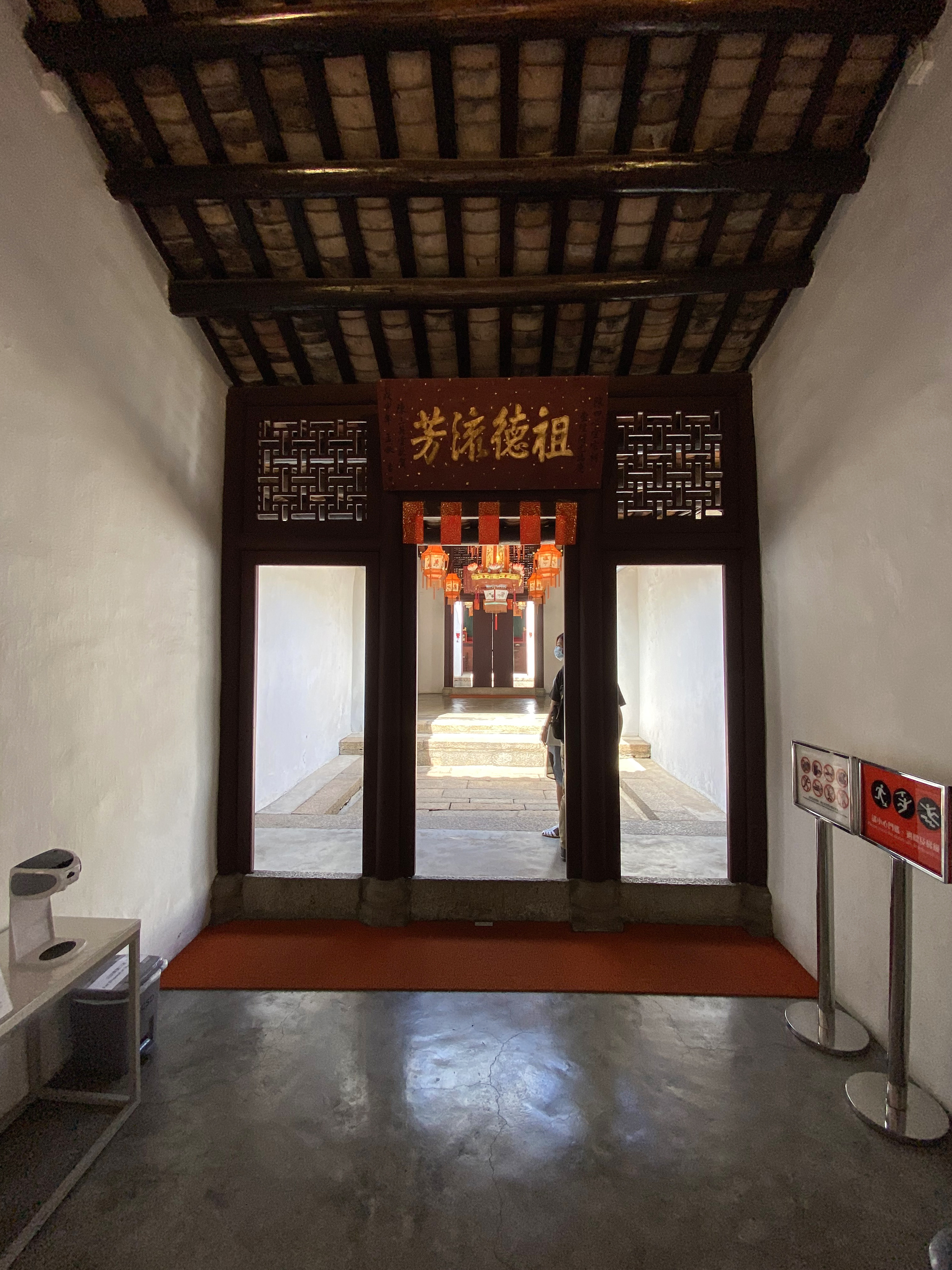
Entrée principale.
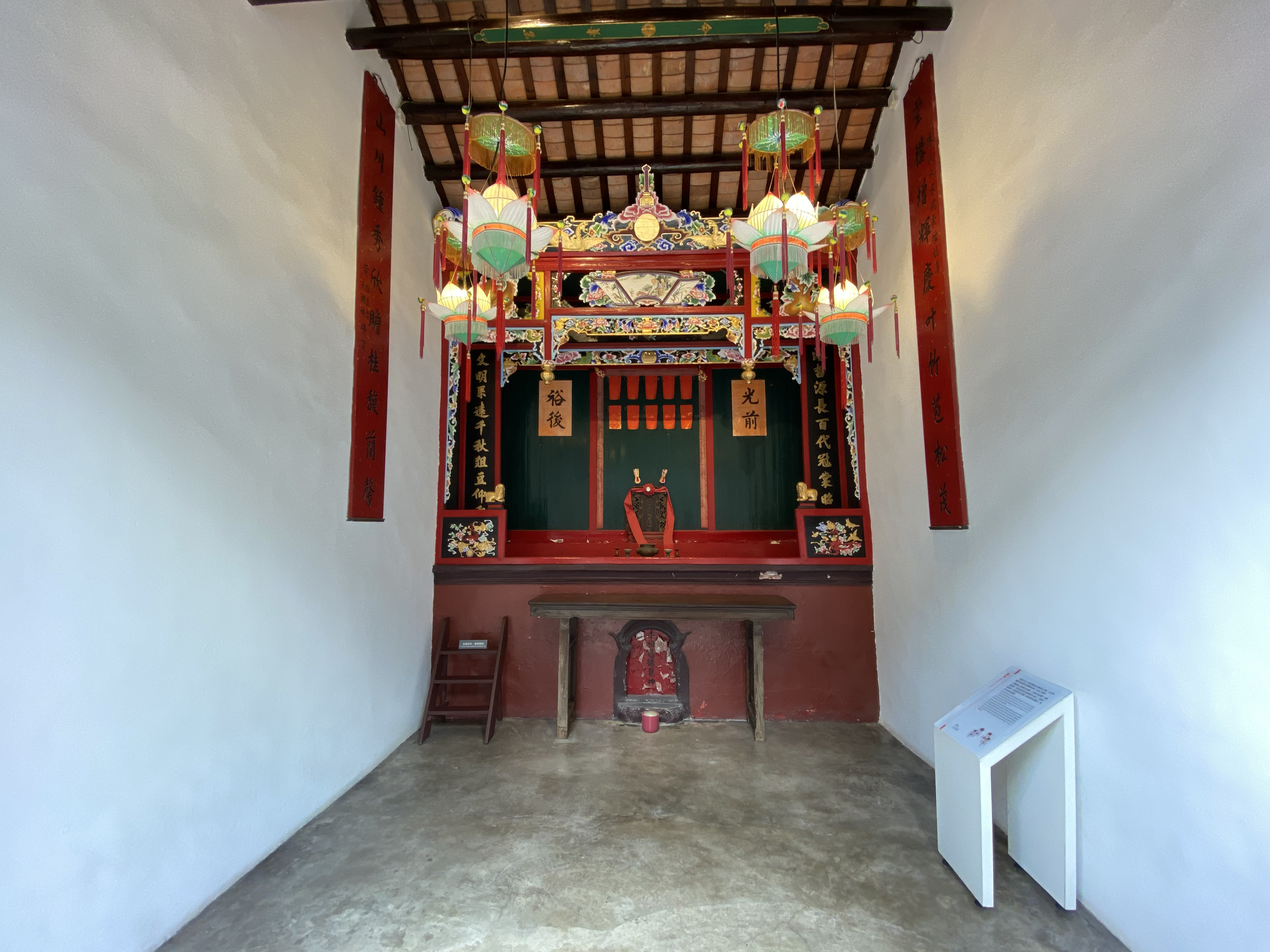
Salle des ancêtres.
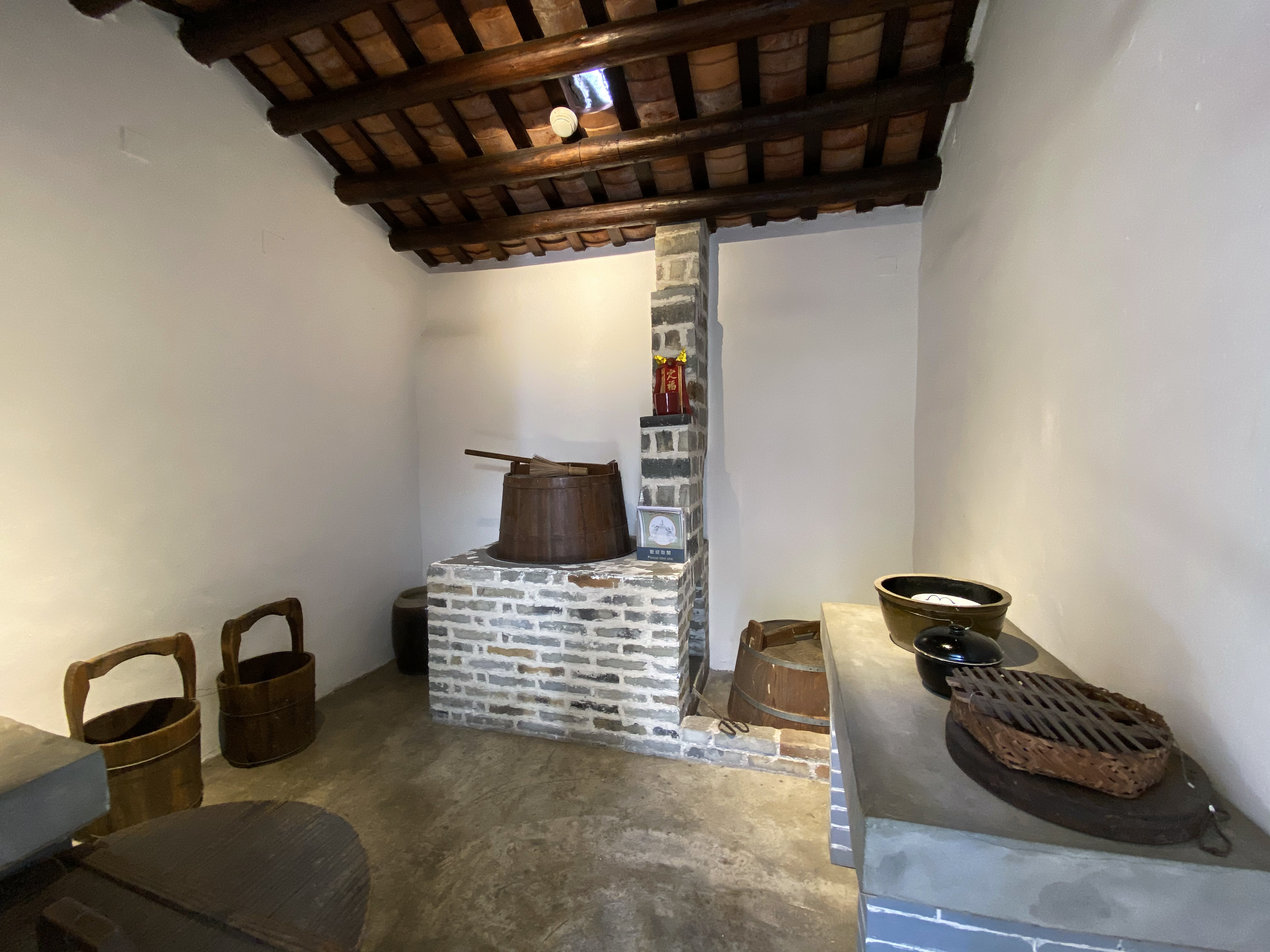
Cuisine d'une maison à trois chambres.
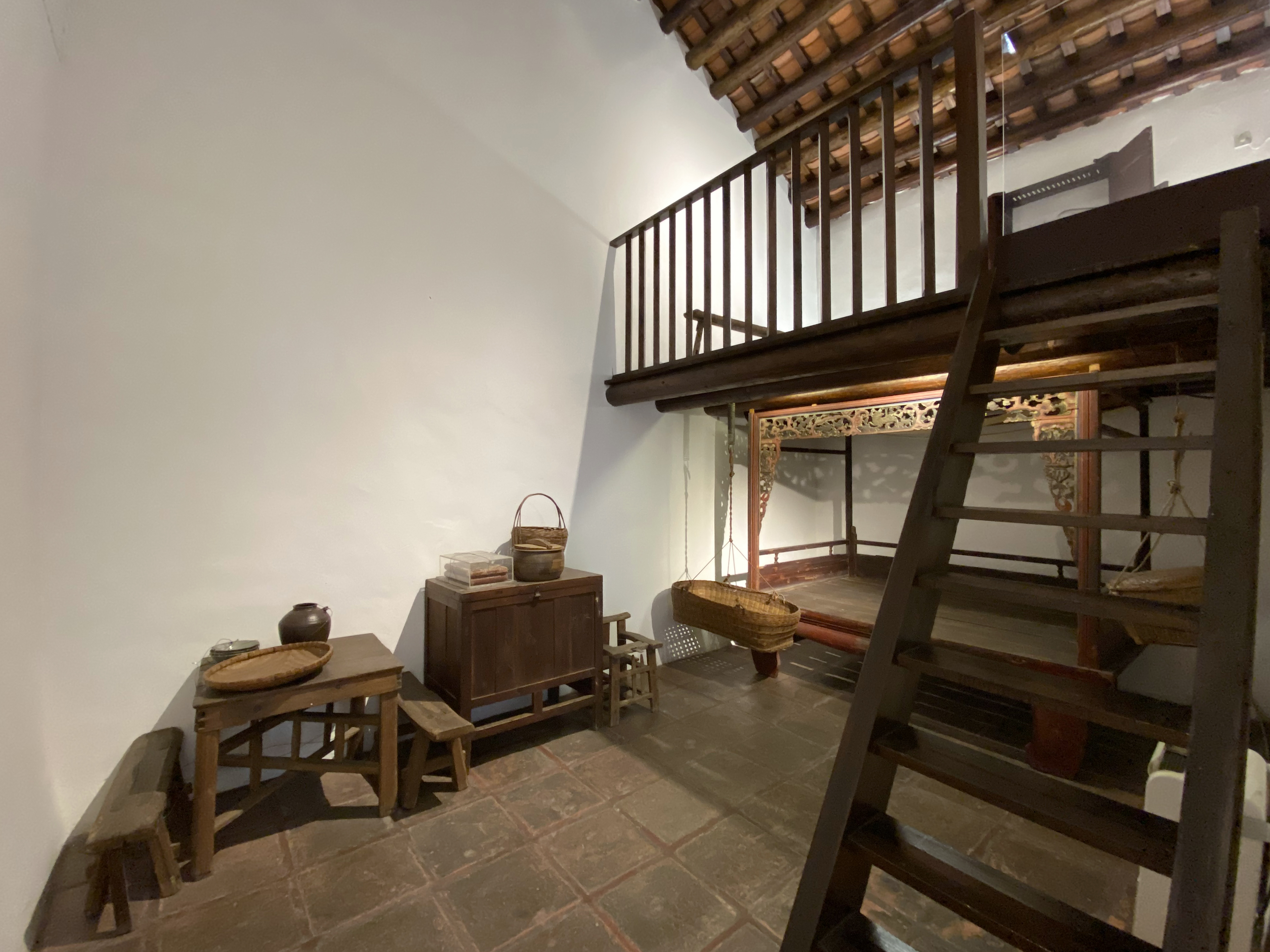
Meubles anciens dans la deuxième maison.
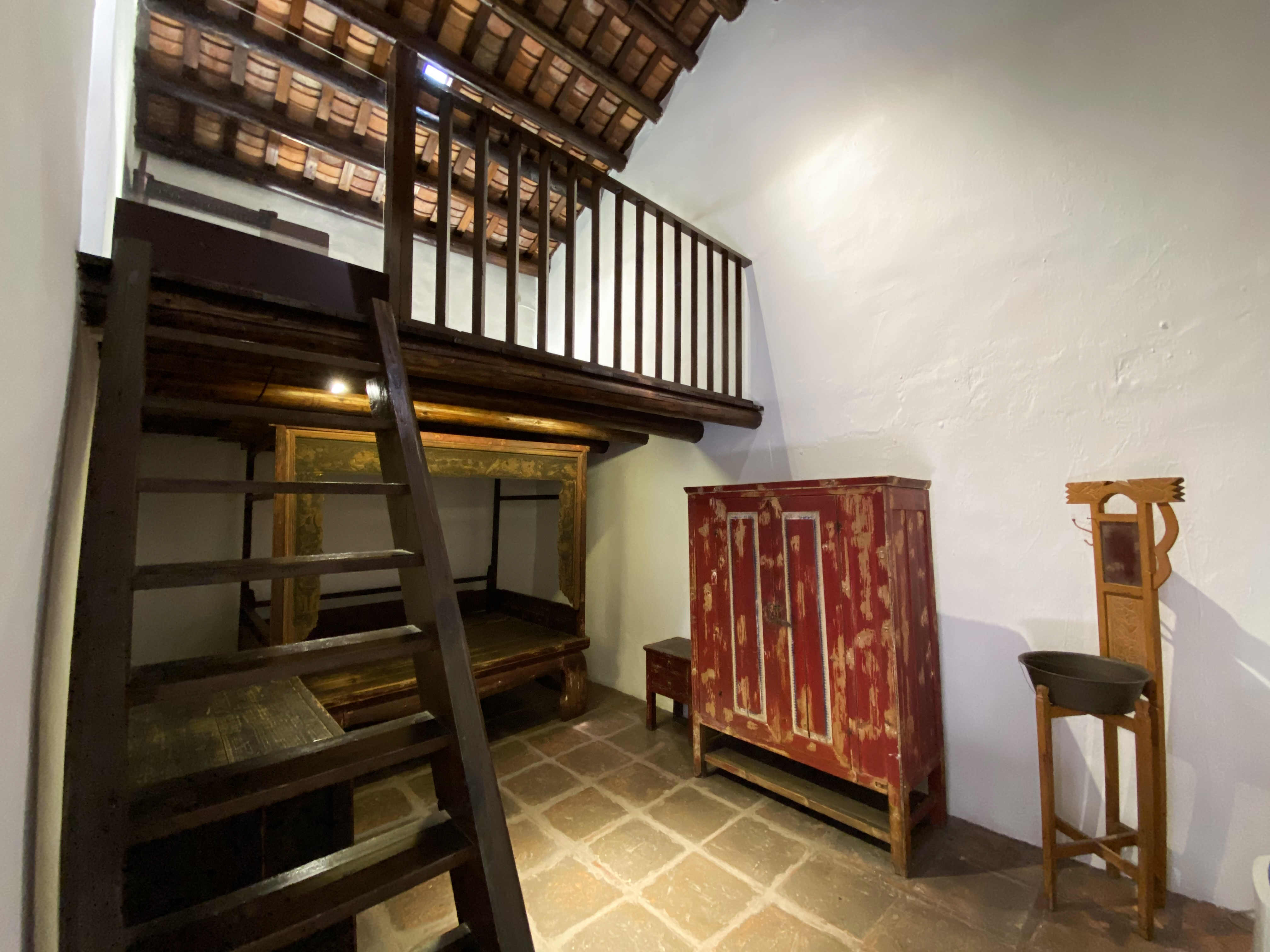
Meubles anciens dans la maison de quatre chambres.
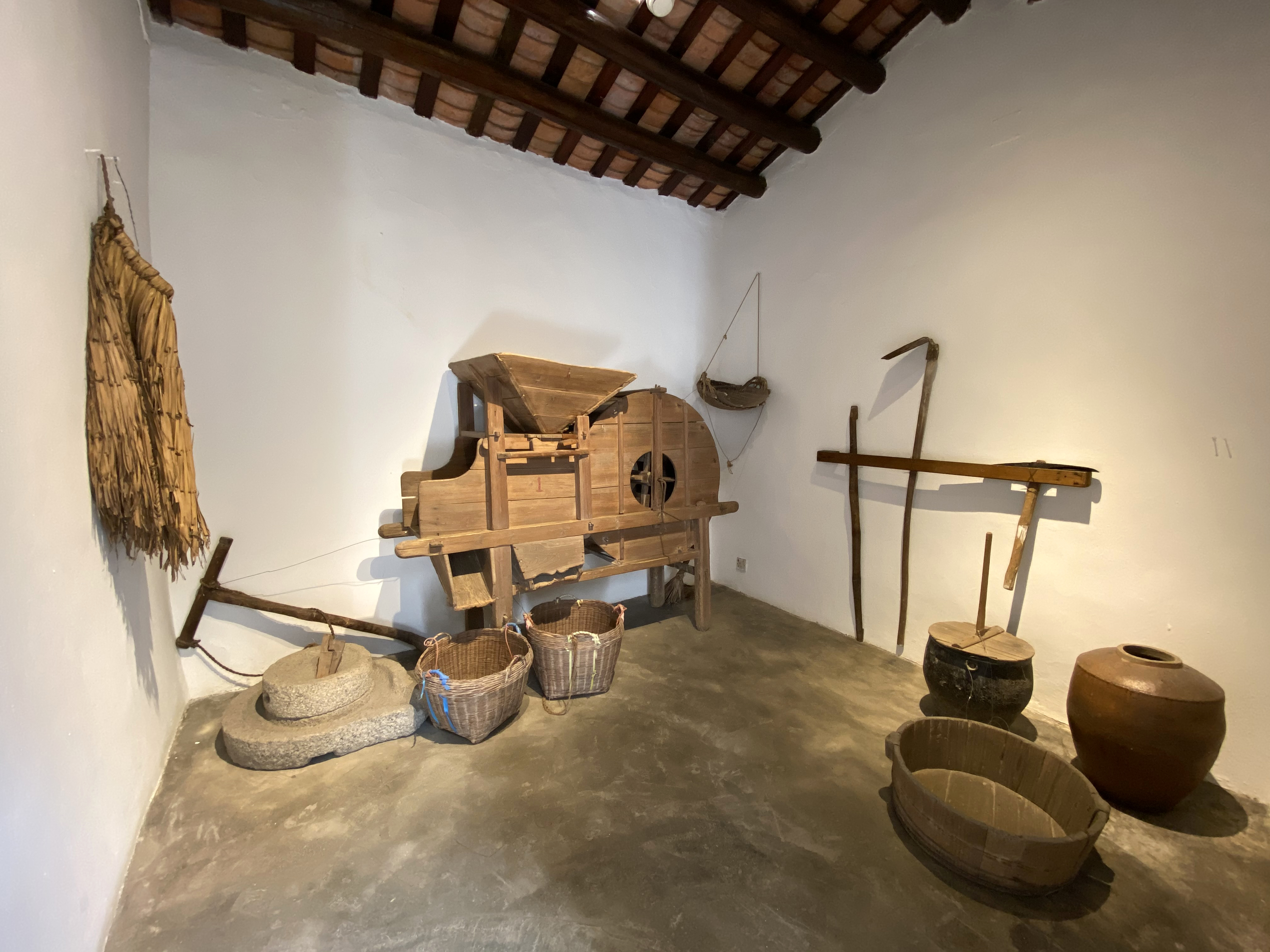
Ancienne résidence de quatre chambres équipée d'outils couramment utilisés dans le village.
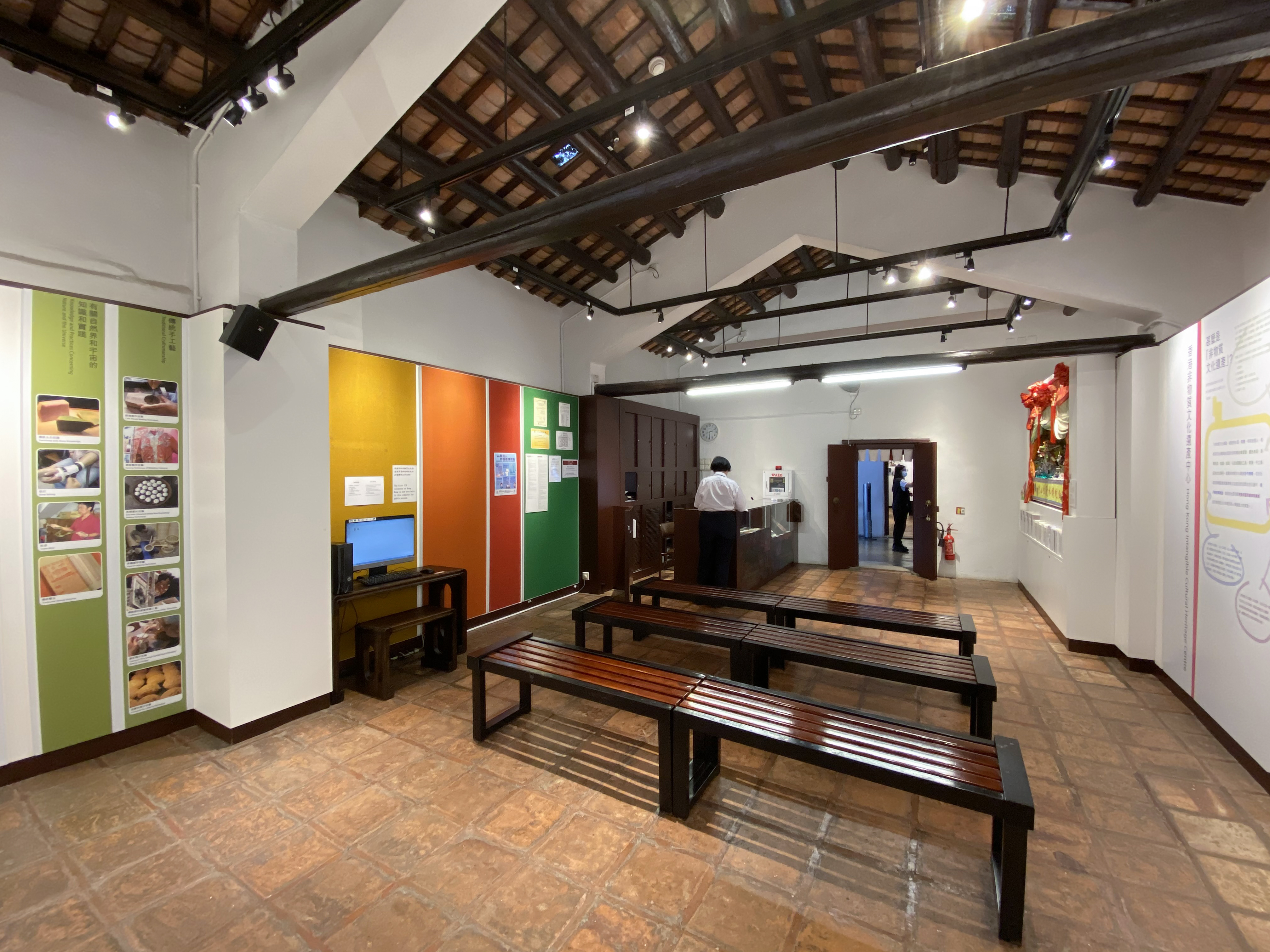
Salle de réception.
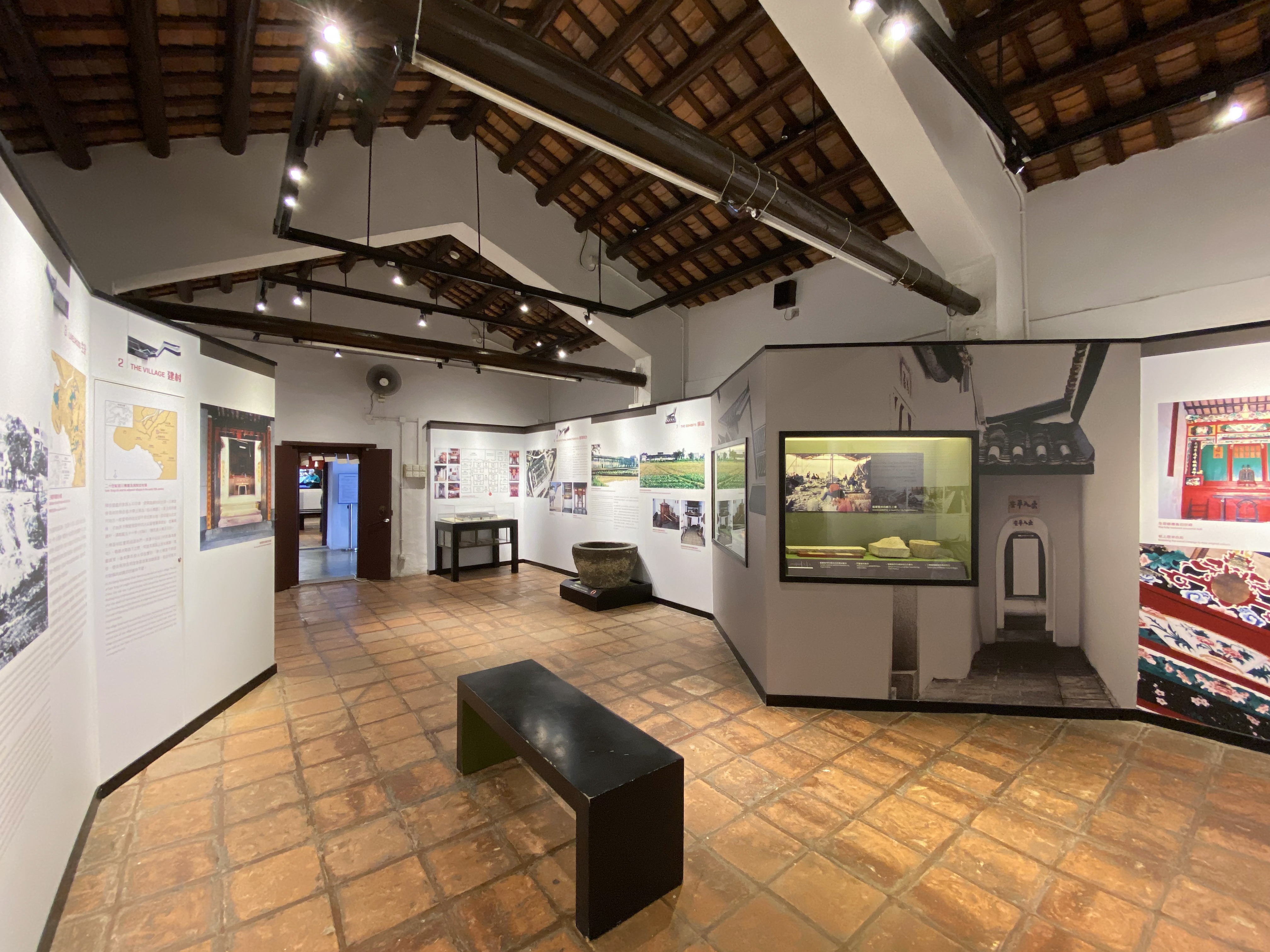
Salle d'orientation.